# Fetești
Fetești  [feˈteʃtʲ] ist eine Stadt im Kreis Ialomița, in der Walachischen Tiefebene, in Rumänien. 

## Geographische Lage

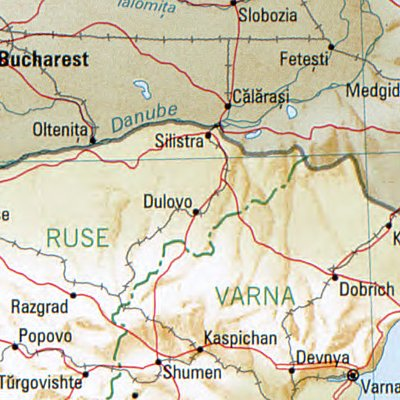
Lage von Fetești in Rumänien

Die Stadt Fetești liegt im südlichen Teil des Bărăgan – dem sogenannten Bărăganul Ialomiței –, am linken Ufer des Brațul Borcea, einem Nebenarm der Donau. Im Südosten des Kreises Ialomița gelegen, ist die Stadt über die Nationalstraße 3B an die rumänische Autobahn A2 zwischen Bukarest und Constanța angebunden und befindet sich somit 61 Kilometer von der Kreishauptstadt Slobozia entfernt.

## Geschichte
Der Ort, früher ein rumänisches Hörigendorf, wurde erstmals 1528 urkundlich vom Fürsten Radu de la Afumați als Marktgemeinde erwähnt. 1934 wurde Fetești zur Stadt und 1995 erhielt sie den Status eines Munizipiums (Municipiu).
Die Bezeichnung des Ortes leitet – sich der Sage nach – von satul cu fete („das Dorf mit den Mädels“) ab mit der Begründung: „Die Schäfer des Bărăgans kamen zu diesem Ort, um ihre zukünftige Frau zu finden“.

## Bevölkerung
Im Jahr 2002 wurden in der Stadt 33.294 Einwohner registriert; am 1. Januar 2009 wurden – nach der Volkszählung von 2002 – auf dem Gebiet des Munizipiums ca. 3 % mehr Menschen gezählt.

## Verkehr
Die Autobahn A2 bildet ein Teilstück der Europastraße 81, die Cernavodă über die Cernavodă-Brücke sowie der kleineren, aber nach gleicher Bauart konstruierten Borcea-Brücke mit Fetești verbindet. Fetești befindet sich außerdem an der Nationalstraße Drum național 3B, einer Verbindungsstraße der Stadt Călărași (Kr. Călărași) – südwestlich von Fetești – mit der Europastraße 60 (51 km), nördlich von Fetești gelegen. Die Stadt ist auch Eisenbahnknoten der Bahnstrecken București–Constanța–Mangalia und Buzău–Fetești.
Es gibt einen Flugplatz, den die Rumänischen Luftstreitkräfte als Luftbasis 86 nutzen.

## Sehenswürdigkeiten
- Die Anghel-Saligny-Brücke – auch Brücke König Carol I genannt –, wurde vom Architekten Anghel Saligny für die Eisenbahnstrecke von Fetești nach Cernavodă über die Donau und deren Borcea-Arm errichtet. An der 4087,95 Meter langen Fachwerkbrücke wurde fünf Jahre lang gebaut, bis diese am 26. November 1890 von König Carl I. eingeweiht wurde.[5]
- Die Balta Ialomiței ist eine sumpfige Insel am Unterlauf der Donau zwischen dieser und dem Borcea-Arm.

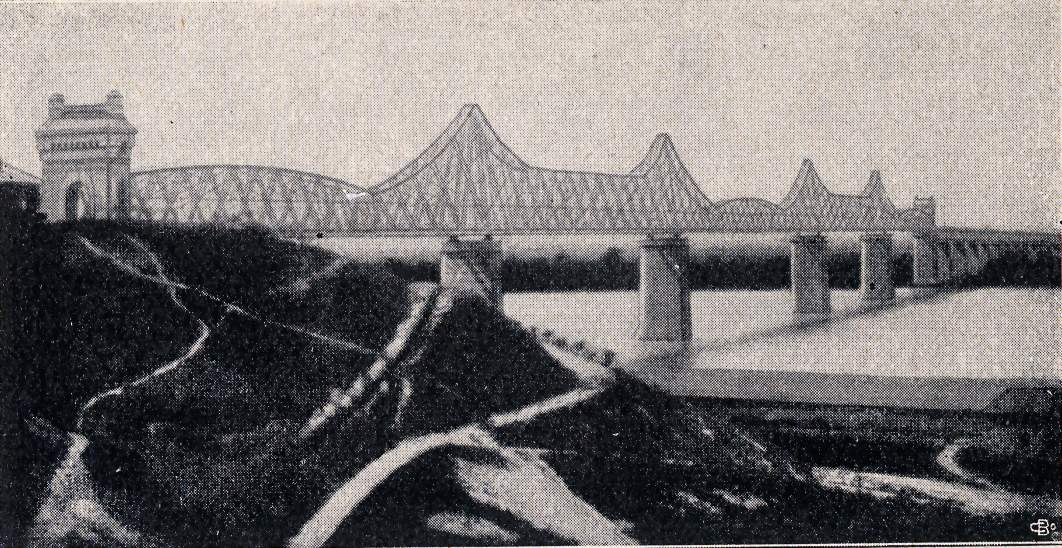
Die Anghel Saligny-Brücke, von Raymund Netzhammer (1909)
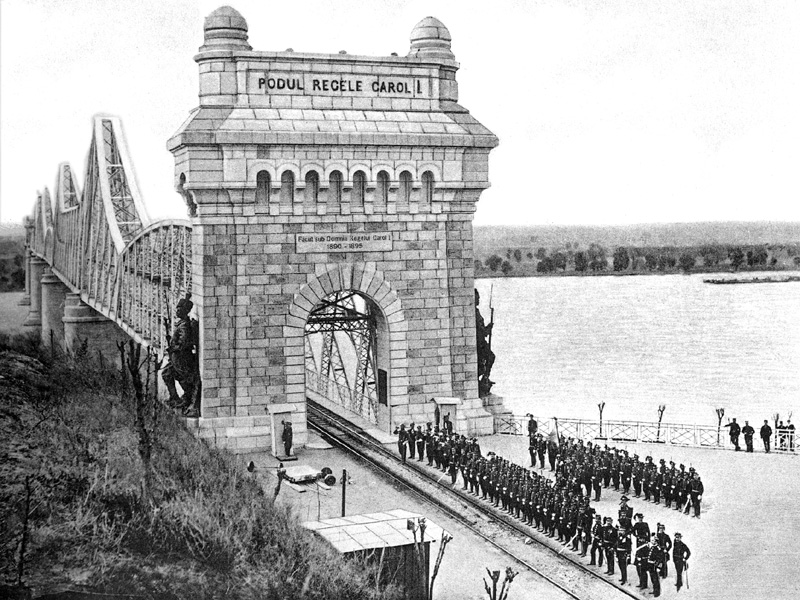
Die Anghel Saligny-Brücke mit der Aufschrift Podul Regele Carol I
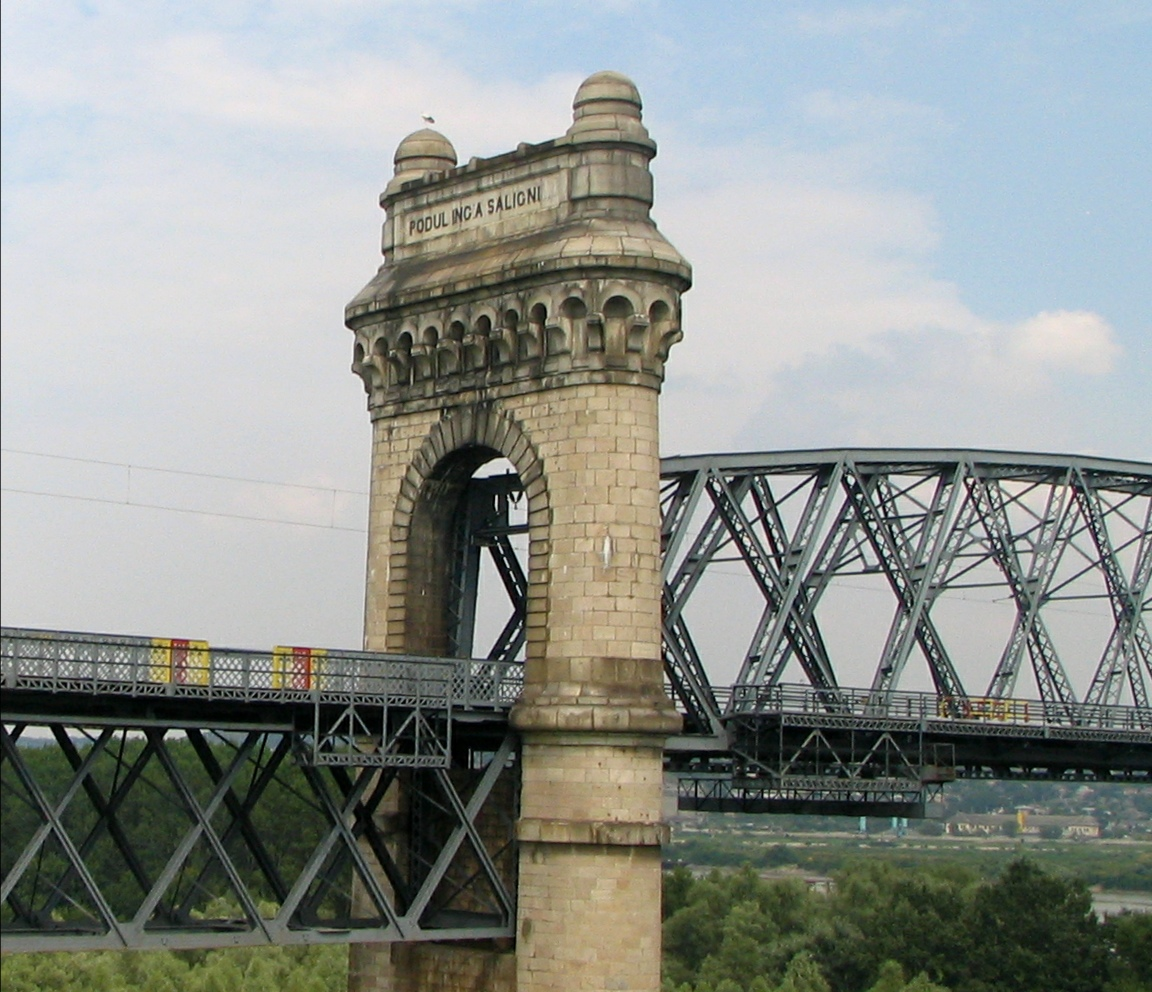
Die Anghel Saligny-Brücke
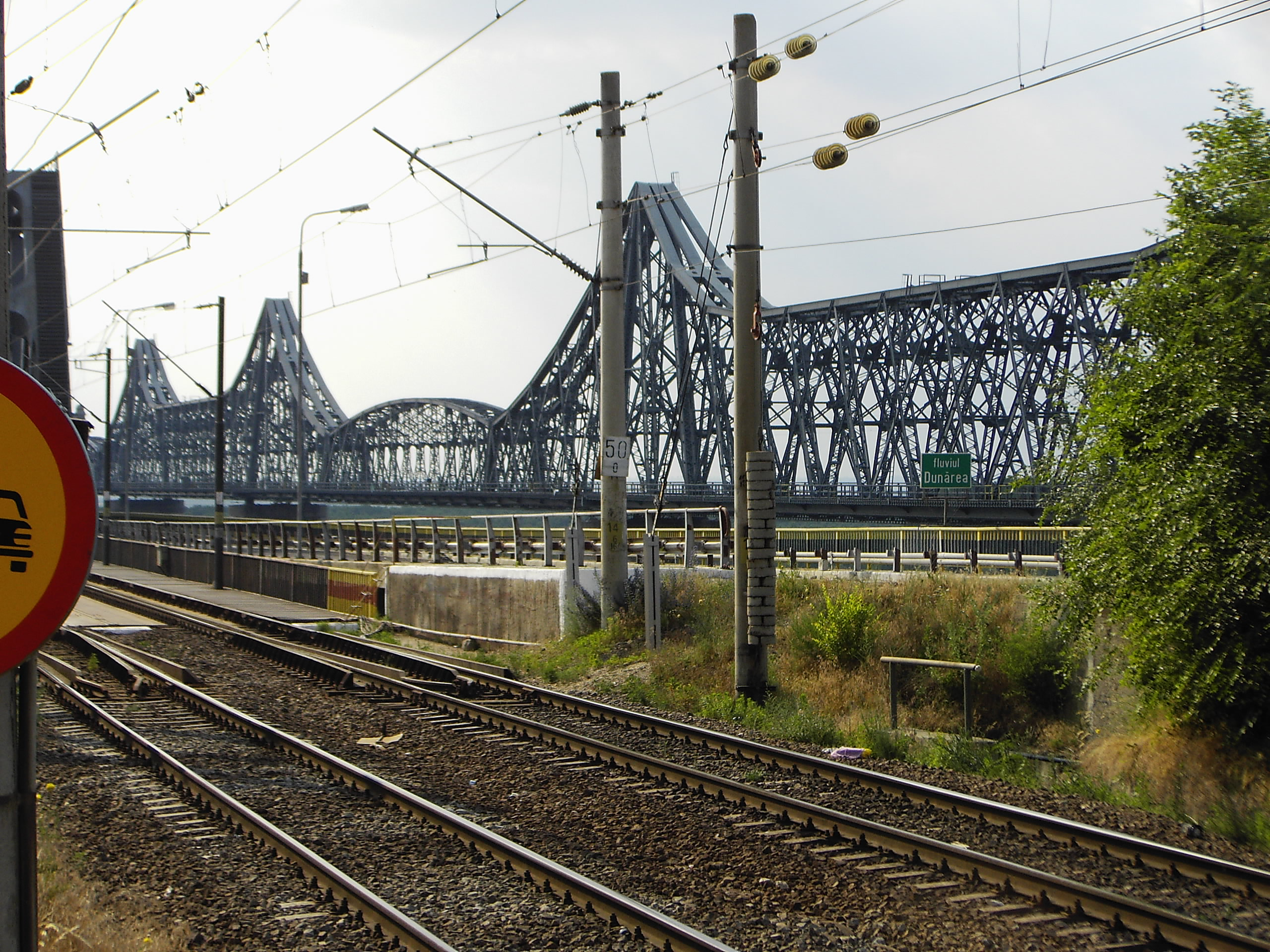
Sicht auf die alte und neue Eisenbahnbrücke
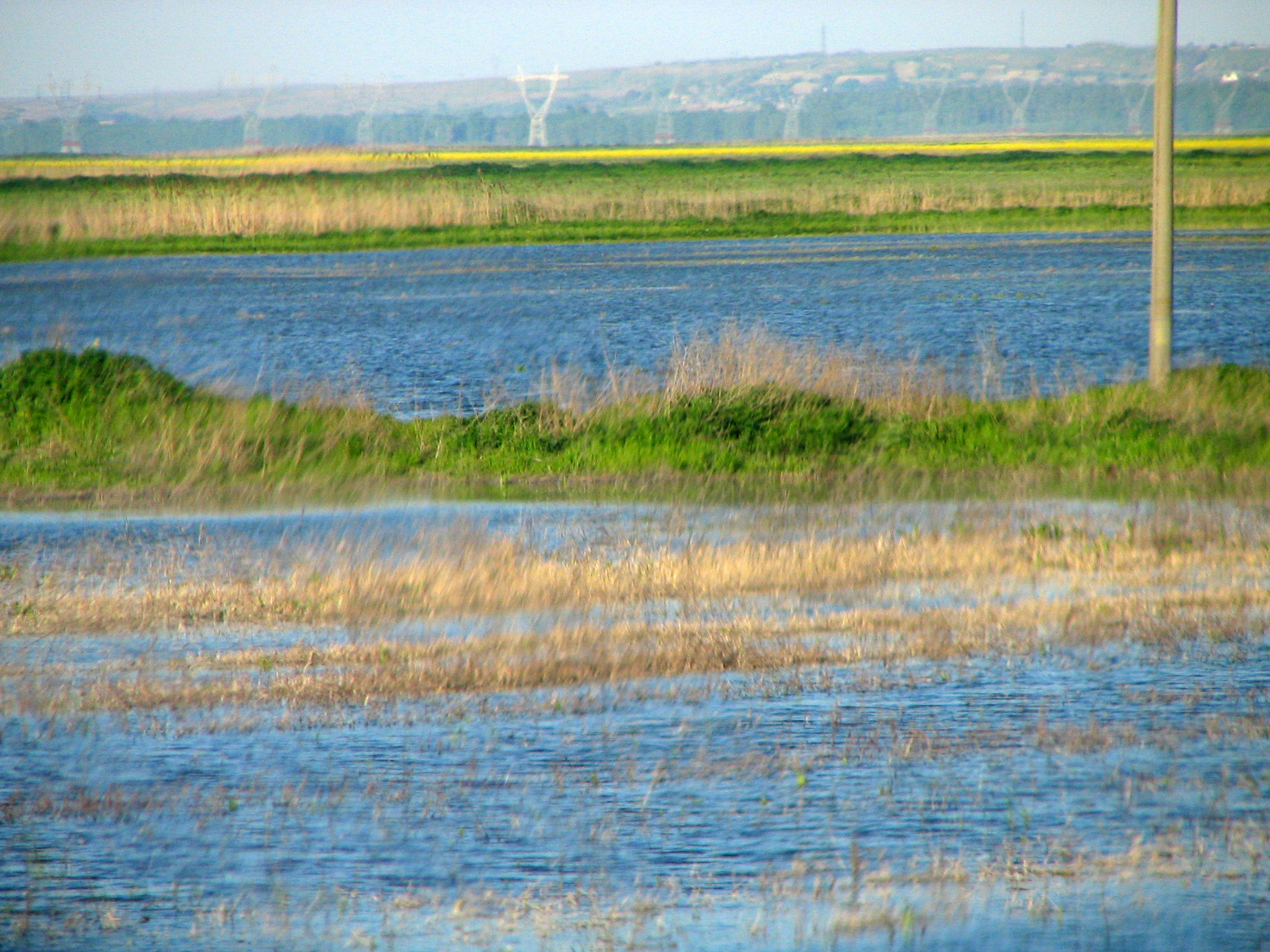
Überflutung in der Balta Ialomiţei

## Persönlichkeiten
In Fetești geboren:
- Ion Mihăilescu (* 1916), Fußballspieler
- Ion Vlad (1920–1992), Bildhauer, seit 1965 aus Rumänien nach Paris ausgewandert.[6]